# Tephritis simplex
Tephritis simplex är en tvåvingeart som först beskrevs av Friedrich Hermann Loew 1844.  Tephritis simplex ingår i släktet Tephritis och familjen borrflugor. Inga underarter finns listade i Catalogue of Life.